# Шумска гаталинка
Шумска гаталинка или крекетуша (лат. Hyla arborea) је ситна жаба која може да порасте највише до 4,5 cm. Карактеристика врсте су дискови на прстима, који им помажу при пењању на дрвеће.
Шумске гаталинке не обитавају у шумама, већ им више пријају сунчане ивице шума, шибљаци, влажне пешчане дине, и околине бара у којима нема риба. Уништавање оваквих површина довело је до проређивања ове врсте у Западној Европи. Данас је најраспрострањенија на подручју од Украјине и Белорусије до Балкана, Италије, Немачке и већег дела Француске. 